# Vladimir Sokoloff (pianista)
Vladimir Sokoloff (New York, 1913 – Filadelfia, 27 ottobre 1997) è stato un pianista statunitense. È stato accompagnatore musicale della facoltà del Curtis Institute of Music. Oltre al suo lavoro di insegnamento di accompagnamento con gli studenti di pianoforte e musica da camera, è stato un artista attivo, collaborando con molti dei grandi musicisti della sua epoca come Nina Simone e Efrem Zimbalist.

## Biografia
Nato a New York nel 1913, Sokoloff entrò nel Curtis Institute di Filadelfia nel 1929, studiando con Abram Chasins, Harry Kaufman e Louis Bailly. Entrò a far parte della facoltà nel 1936. Nel 1942 prese parte alla fondazione della New School di Filadelfia, (ora Esther Boyer School of Music presso la Temple University) con i suoi colleghi Jascha Brodsky, Max Aronoff è Orlando Cole. Dal 1938 al 1950 è stato pianista per la Philadelphia Orchestra. Con una carriera di oltre 70 anni ome accompagnatore e pianista, il suo repertorio si estendeva su tutti i generi e gli stili strumentali e vocali. Sokoloff ha collaborato con artisti come i violinisti Efrem Zimbalist, Jaime Laredo, Toshia Eto e Aaron Rosand (con i quali collaborò per ventisette anni, accompagnando in recital in tutto il mondo), i violisti William Primrose e Joseph di Pasquale i violoncellisti Gregor Piatigorsky e Emanuel Feuermann, il flautista Julius Baker, William Kincaid, l'oboista Marcel Tabuteau ed il soprano Marcella Sembrich.

## Famiglia e vita privata

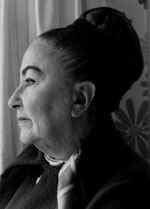
Eleanor Sokoloff

Il cugino di Vladimir Sokoloff era il compositore Noel Sokoloff, nipote del direttore Nikolai Sokoloff. Un altro suo cugino era il pianista Theodore Saidenberg. Sokoloff sposò la pianista Eleanor Blum (Eleanor Sokoloff) che, a 103 anni, è ancora alla facoltà del Curtis. Si sono esibiti in duo fino alla nascita delle loro figlie. Le loro figlie sono Kathy Sokoloff, direttrice dello sviluppo alla Settlement Music School e Laurie Sokoloff, ottavino principale della Baltimore Symphony Orchestra e professore al Peabody Institute della Johns Hopkins University. Vladimir Sokoloff veniva comunemente chiamato "Billy". Gli fu conferito un dottorato dal Curtis Institute di musica. Il Dr. Sokoloff morì nel 1997 a Filadelfia, dopo una lunga malattia.

## Efrem Zimbalist

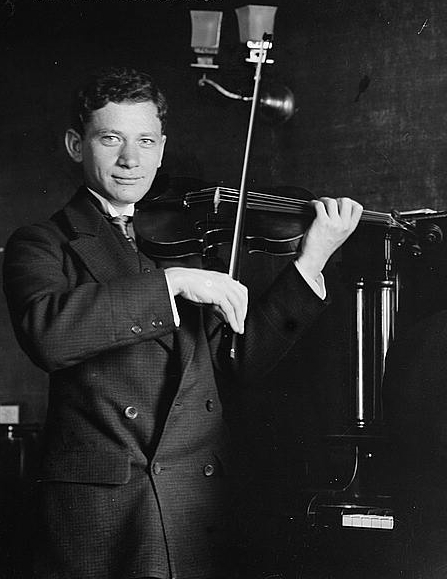
Efrem Zimbalist che suona il violino

Zimbalist era solito girare il mondo con l'accompagnatore Theodore Saidenberg. Quando Saidenberg si dimise per intraprendere la carriera da solista il suo posto "fu preso da suo cugino, Vladimir Sokoloff, che aveva fatto da accompagnatore di classe di Zimbalist. Nei primi tour statunitensi Zimbalist si era esibito con lo zio di Sokoloff Nikolai, fondatore e primo direttore della Cleveland Orchestra. Vladimir (o Billy, come lo chiamava Zimbalist) rimase con lui per il resto della sua carriera concertistica - circa trent'anni - tranne il periodo in cui Sokoloff passò nei servizi speciali durante la Seconda Guerra Mondiale. Sokoloff ricordò come erano andate le cose: 'Fu del tutto casuale. Stavo solo suonando il mio programma abituale in studio quando mi chiese: "Ti piacerebbe essere il mio accompagnatore?" Ero sbalordito, mai nei miei sogni più sfrenati avrei immaginato che mi sarebbe stato chiesto di occupare una posizione così importante. Ero un ragazzino e non avevo avuto esperienza, tranne quella di suonare a scuola e in alcuni concerti esterni che erano stati organizzati per me: alla fine di agosto cominciammo a provare seriamente, continuando per due settimane'.
Come racconta Roy Malan: "Poco dopo aver iniziato a lavorare con Zimbalist eseguirono (...) Le Cygne di Saint-Saens. A Zimbalist piaceva tenere il sol finale della parte solista fino alla fine, con un unico movimento dell'archetto, mentre il piano chiudeva il pezzo (...). Dopo l'esibizione iniziale di Sokoloff Zimbalist, nel suo modo gentile, lo ammonì per aver suonato l'arpeggio conclusivo troppo velocemente (...). Il suo pianista confessò la paura di allungare l'archetto oltre il suo limite. "Billy", sorrise Zimbalist, "Scommetto 5 dollari che non puoi suonare il finale abbastanza lentamente da farmi finire l'archetto." La sera dopo violinista e pianista si scambiarono sguardi prima di Le Cygne, quando Zimbalist si imbarcò nella sua ultima nota, Sokoloff si bloccò frenando, sembrando quasi fermarsi a un arresto tortuoso su ogni nota che suonava. Molto soddisfatto di sé stesso, dopo quello che sembrava un l'eternità raggiunse finalmente la cadenza, alzando lo sguardo, con suo stupore vide Zimbalist, un sorrisetto appena nascosto sul suo volto, che la sosteneva comodamente a metà arco. Sokoloff era più povero di 5 dollari!"

## Apprezzamento

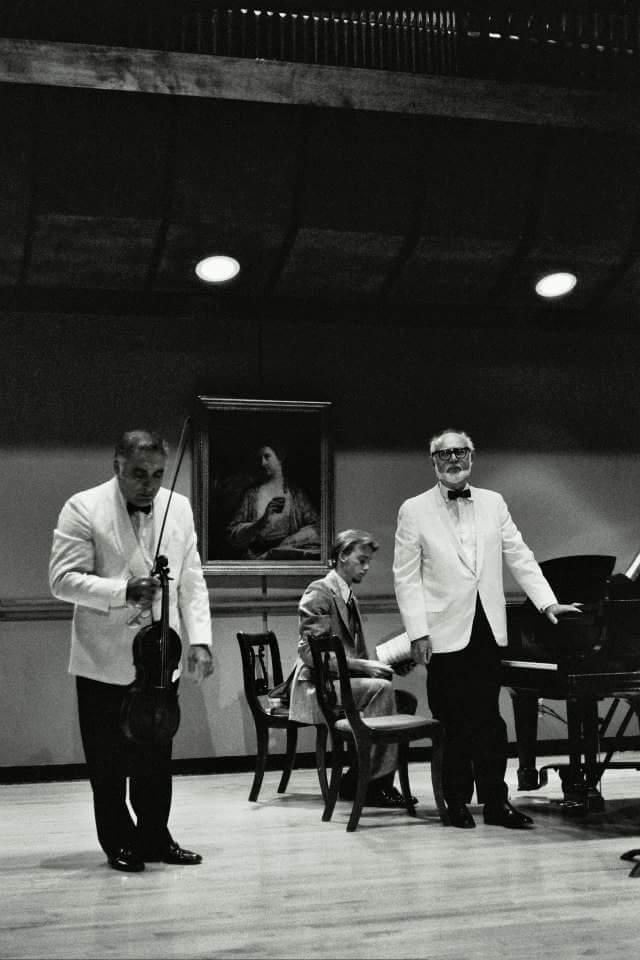
Joseph de Pasquale e Vladimir Sokoloff, dopo la prima esecuzione della Sonata di George Rochberg al Viola Congress del 1979 a Provo, nello Utah. Foto di Dwight Pounds.

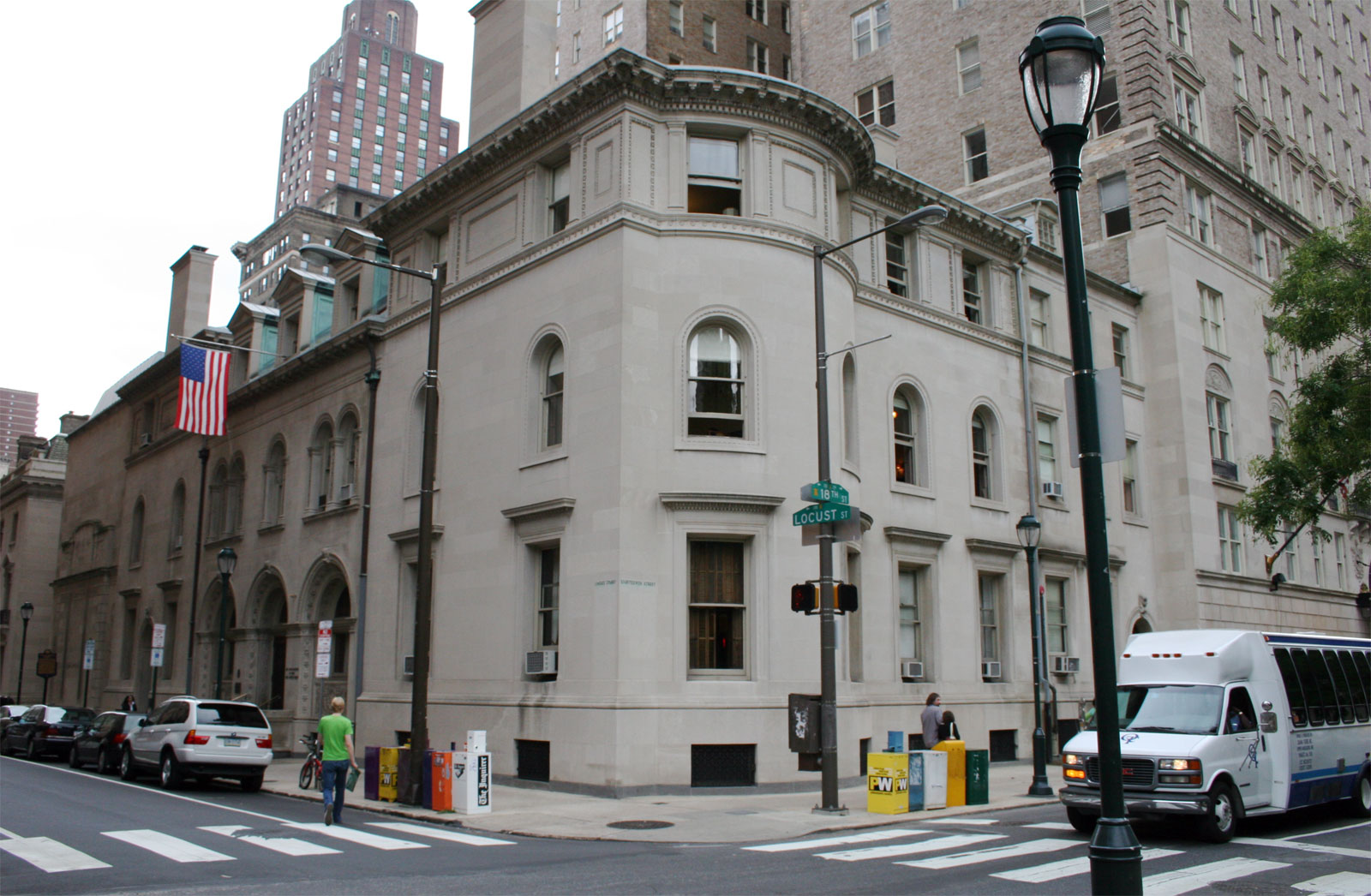
Curtis Institute of Music

Joseph Rezits scrisse il seguente ricordo di Sokoloff:
Il pianista collaboratore deve sempre essere consapevole dei punti deboli dei suoi partner o delle loro idiosincrasie. Il ricordo più vivido del "savoir faire" di un pianista in questo senso risale ai miei giorni da studente al Curtis Institute. Vladimir Sokoloff, l'accompagnatore e concertista di gruppo della facoltà, stava suonando per un membro più anziano della facoltà che, pur mantenendo capacità artistiche di alto livello, era un po', diciamo, tecnicamente meno che in condizioni ottimali. Il Concerto per violino di Wieniawski era il pezzo principale del programma. Uno dei passaggi più difficili per il violino nel primo movimento è una scala melodica minore di un'unica ottava nelle ottave diteggiate. Questo brano è preceduto da uno simile, un'ottava più bassa, del piano (o dell'orchestra). Nell'udire il passaggio di scala descritto sul pianoforte, fui sorpreso di notare che era suonato con molta esitazione, quasi come se il pianista stesse lottando per arrivare alla fine. Quando sentii il violinista continuare il passaggio nell'ottava superiore, capii subito perché Sokoloff avesse fatto questo. Capendo perfettamente che il violinista avrebbe avuto grandi difficoltà con le ottave diteggiate, Sokoloff aveva addossato il problema previsto alla sua parte, dando all'intero brano una certa validità interpretativa. Fu un'esperienza incredibile, che non dimenticherò mai.»
(Joseph Rezits, Odyssey of an Inveterate Eclectic)
Sokoloff era noto per il suo umorismo (specialmente in yiddish), il suo interesse per l'archeologia e i geroglifici egiziani, la sua versatilità musicale e, secondo il cantante Donald Collup, la "pura bellezza del tono unita a una vita in musica con tutti coloro che passavano attraverso le porte del Curtis". Come pianista, accompagnatore e insegnante di musica da camera, ha lavorato con la maggior parte degli studenti del Curtis in un modo o nell'altro. Sokoloff era anche responsabile della pianificazione e della programmazione delle migliaia di concerti alla Curtis Hall, sia che suonasse da solo o che supervisionasse i suoi studenti di accompagnamento. Il dipartimento di accompagnamento dell'Istituto Curtis fu chiuso al momento del suo pensionamento.

## Gli studenti al Curtis Institute

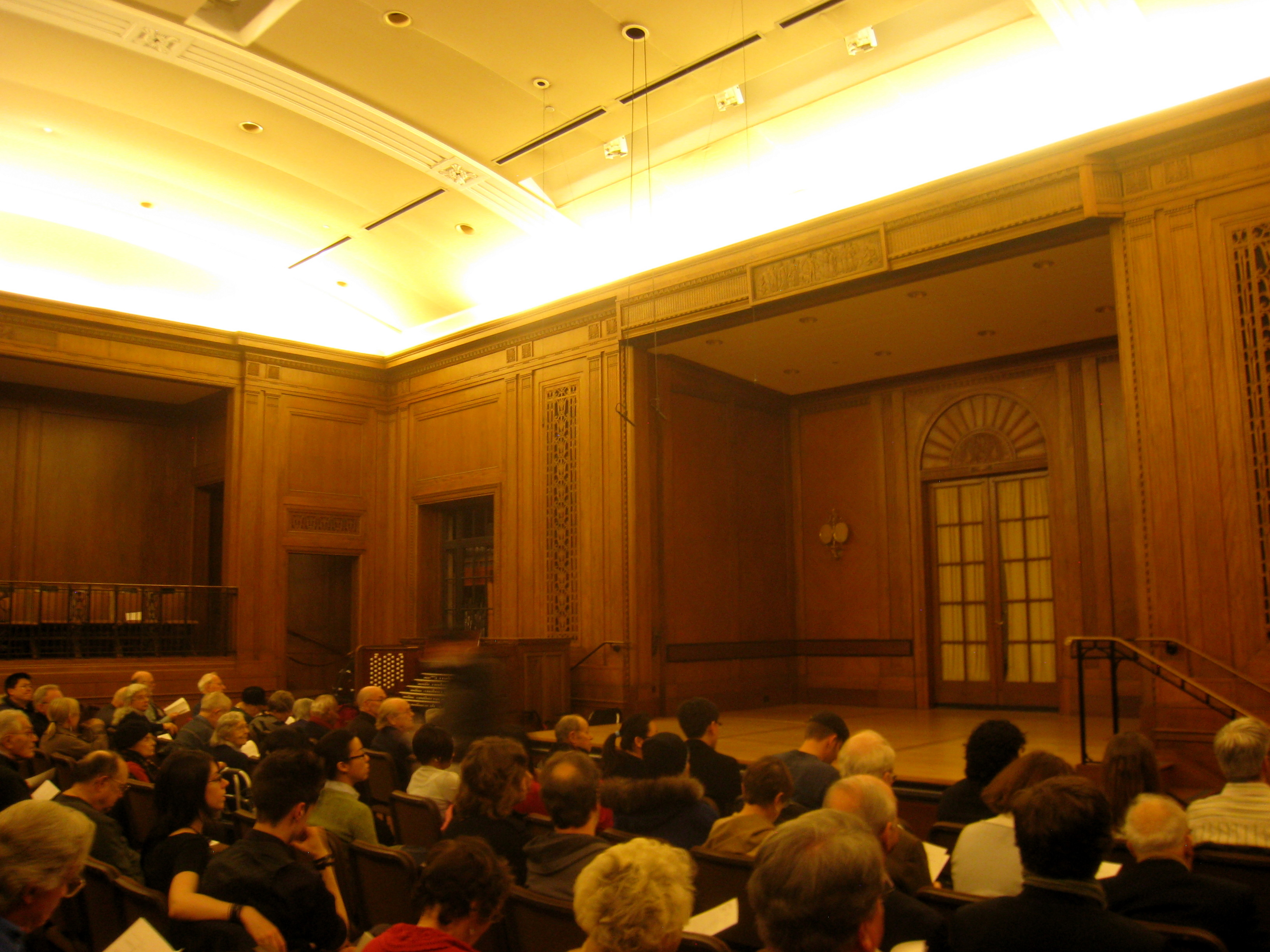
Curtis Institute of Music

La più famosa studentessa non classica di Vladimir Sokoloff è stata Nina Simone, che non fu ammessa a Curtis come studente di pianoforte nonostante gli sforzi del dott. Sokoloff nel suo interesse. Tra gli altri studenti figurano:
- Audrey Axinn
- Ruth Butterfield[15]
- Michael Etoi[16]
- Ruth Crane Friedberg[17]
- Thomas Jaber[18]
- Robert Koenig
- Joan Lippincott
- David Antony Lofton
- Elizabeth Manus[19]
- Ghenady Meirson
- Norman Mittleman
- Alan Morrison
- Kevin Murphy[20]
- Chie Nagatani[16]
- Orlando Otey[21]
- Joanne Pearce Martin
- Eytan Pessen
- Cherry Rhodes
- Paul Romero
- David Shunski
- Barry Snyder
- Susan Starr
- Nozomi Takashima[16]
- Christy Muse Zuniga[22]

## Discografia selezionata
- Dohnanyi, The Curtis String Quartet, Vladimir Sokoloff, Westminster XWN 18514, 1957
- Scriabin, The Philadelphia Orchestra, Eugene Ormandy, Gilbert Johnson, Vladimir Sokoloff, RCA SB 6854, 1971
- Mason Jones, Vladimir Sokoloff, Music for French Horn, Music Minus One, MMO 8044, 1973
- Mason Jones, Vladimir Sokoloff, Music for French Horn, Music Minus One, MMO 8047, 1973
- William Kincaid, Vladimir Sokoloff, Philadelphia Orchestra Solo Flutist: Platti, Handel, Bach, Mozart, Gluck, SKU BR1058 Boston Records, N.D.
- Camilla Williams, Al Goodman and his orchestra (Rib), Guild Choristers, 'Summertime' 'Raphsody in Blue'(Gershwin), RCA Victor 46-0004, 78 mono, 1947?
- Al Goodman and his orchestra, Träumerei & Undercurrent,(Brahms theme from 3rd Symphony) RCA Victor 46-0008, 78 mono, 1947?